# هنسون (حوزه سرشماری)، ماساچوست
هنسون (به انگلیسی: Hanson) یک منطقهٔ مسکونی در ایالات متحده آمریکا است که در شهرستان پلیموث، ماساچوست واقع شده‌است. هنسون ۵٫۵ کیلومتر مربع مساحت و ۲٬۱۱۸ نفر جمعیت دارد و ۳۰ متر بالاتر از سطح دریا واقع شده‌است.